# Damier du chèvrefeuille
Euphydryas intermedia
Espèce
Le Damier du chèvrefeuille (Euphydryas intermedia) est une espèce de lépidoptères (papillons) de la famille des Nymphalidae.

## Dénomination
Euphydryas intermedia (Ménétries, 1859)
L'espèce est parfois mise en synonymie avec Euphydryas ichnea (Boisduval, [1833]) (= Melitaea ichnea Boisduval, [1833]). 

### Noms vernaculaires
- en français : le Damier du chèvrefeuille, le Damier rouge
- en anglais : Asian Fritillary

### Sous-espèces
Dans l'hypothèse de la synonymie avec Euphydryas ichnea :
- Euphydryas ichnea ichnea – dans le sud de la Sibérie
- Euphydryas ichnea altaiana (Wnukowsky, 1929) – dans l'Altaï
- Euphydryas ichnea konumensis (Matsumura, 1927)
- Euphydryas ichnea mongolica (Staudinger, 1892)
- Euphydryas ichnea wolfensbergeri (Frey, 1880) – dans les Alpes[1]

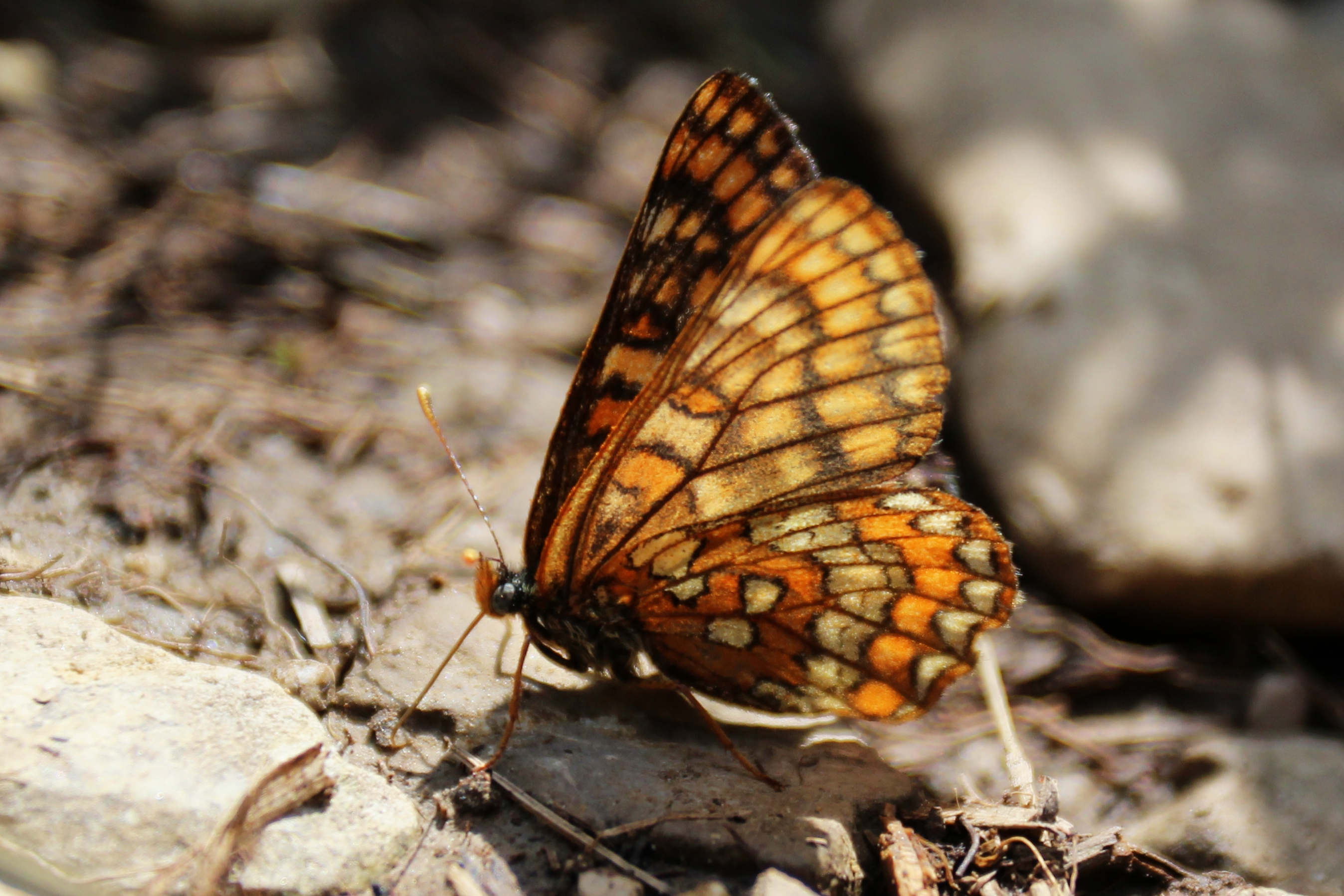
revers des ailes

## Description
Le dessus de l'imago présente un motif à damiers rouge brique, orange pâle et blanchâtres, délimités par les nervures et des lignes transversales sombres. 
Il ressemble à d'autres espèces du genre Euphydryas, notamment à Euphydryas maturna et aux femelles d’Euphydryas cynthia.

## Biologie

### Période de vol et hivernation
L'imago vole en une génération bisannuelle de fin juin à début août. 
Le développement requiert en effet deux hivernations à l'état de chenille.

### Plantes hôtes
La plante hôte de la chenille est Lonicera caerulea.

## Écologie et distribution
L'espèce est présente en Europe dans les Alpes (sous-espèce wolfensbergeri), et en Asie de la Sibérie à l'Altaï,.
En France, elle est présente dans quatre départements des Alpes, où elle est considérée comme localisée et peu abondante : la Savoie, la Haute-Savoie, l'Isère et les Hautes-Alpes.

### Biotope
L'espèce affectionne les lisières et les bois clairs de l'étage subalpin.

### Protection
L'espèce n'a pas de statut de protection particulier en France.